# The Stylings of Silver
| Recensione | Giudizio |
| ---------- | -------- |
| AllMusic   | [ 1 ]    |

The Stylings of Silver è un album discografico del pianista jazz statunitense Horace Silver, pubblicato dalla casa discografica Blue Note Records nell'ottobre del 1957.

## Tracce

### LP
Lato A
1. No Smokin' – 5:30 (Horace Silver)
2. The Back Beat – 6:20 (Horace Silver)
3. Soulville – 6:14 (Horace Silver)

Lato B
1. Home Cookin' – 6:26 (Horace Silver)
2. Metamorphosis – 7:15 (Horace Silver)
3. My One and Only Love – 6:59 (Robert Mellin, Guy Wood)

## Musicisti
- Horace Silver - pianoforte
- Hank Mobley - sassofono tenore
- Art Farmer - tromba
- Teddy Kotick - contrabbasso
- Louis Hayes - batteria

Note aggiuntive
- Alfred Lion - produttore
- Michael Cuscuna - produttore riedizione su CD
- Registrazioni effettuate l'8 maggio 1957 al Van Gelder Studio di Hackensack, New Jersey (Stati Uniti)
- Rudy Van Gelder - ingegnere delle registrazioni
- Francis Wolff - fotografie
- Nat Hentoff - note retrocopertina album originale[3][4]